# Première église baptiste de Glenarden internationale
La Première église baptiste de Glenarden internationale (First Baptist Church of Glenarden International ou FBCG) est une megachurch chrétienne évangélique baptiste située à Upper Marlboro, Maryland, aux États-Unis, affiliée à Converge. Son dirigeant est le pasteur John K. Jenkins Sr.. En 2024, elle compterait une assistance de 12,000 personnes.

## Histoire

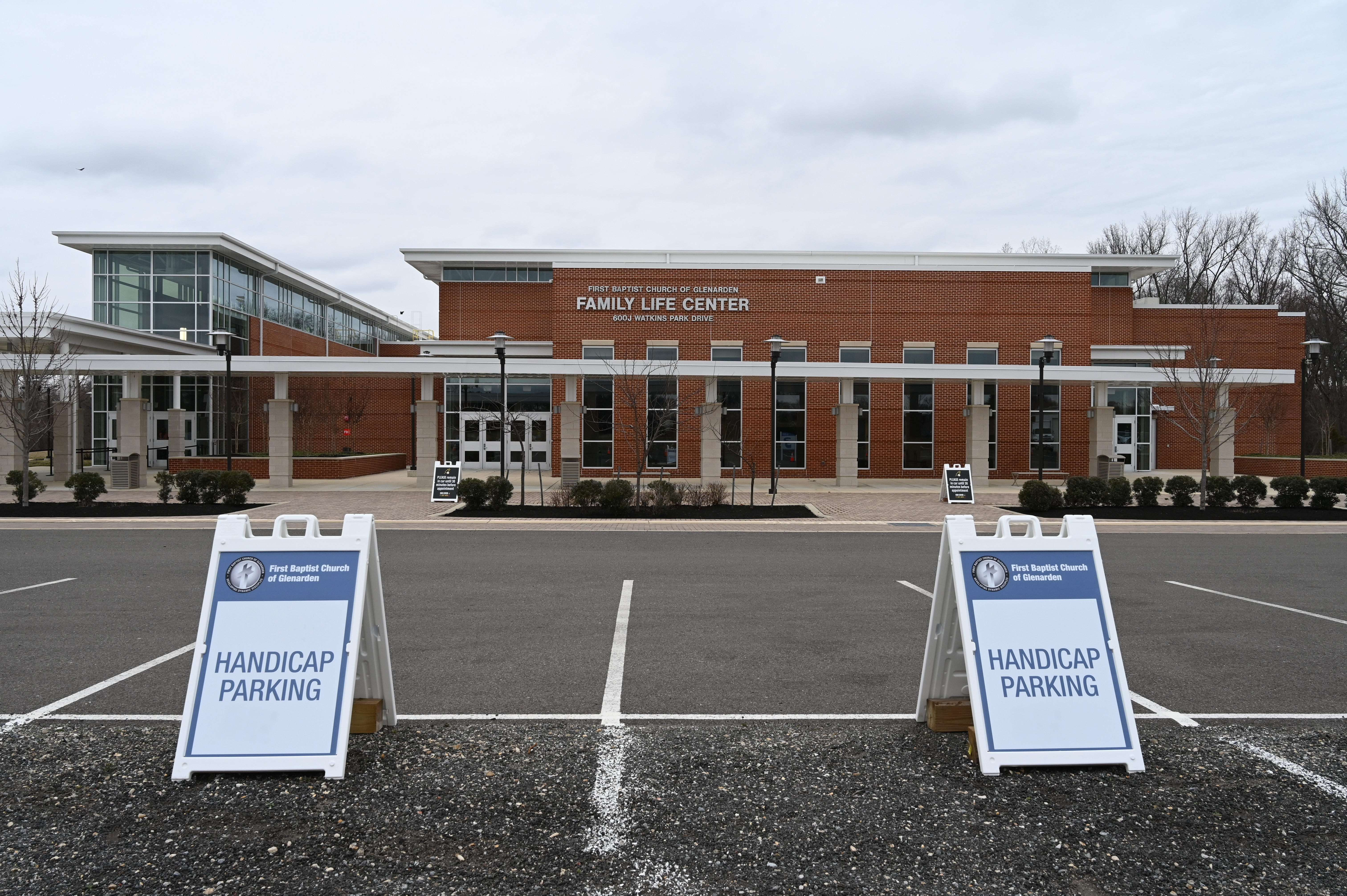
Centre de vie familiale, un centre communautaire, à côté de l’église.

L’église a son origine dans un groupe d’étude biblique maison en 1917 dirigé par Robert Warren et sa femme. En 1920, elle a inauguré son premier bâtiment à Glenarden. En 1989, John K. Jenkins Sr. est devenu le pasteur principal de l’église qui comptait 500 membres. En 2007, elle a fait la dédicace d’un nouveau bâtiment à Upper Marlboro comprenant un auditorium de 4,000 places . En 2012, elle a gagné son troisième Hoodie Award de la meilleure église afro-américaine pour son influence positive dans sa communauté. En 2018, elle a inauguré un centre communautaire avec un gymnase et une salle de sport. En 2021, elle a accueilli une clinique de vaccination contre la Covid-19 dans son centre communautaire.
Selon un recensement de l’église publié en 2024, elle aurait une assistance hebdomadaire de 12,000 personnes.

## Croyances
L’Église a une confession de foi baptiste et est membre de Converge.